# Dun-sur-Grandry
Dun-sur-Grandry település Franciaországban, Nièvre megyében. Lakosainak száma 148 fő (2022. január 1.). Dun-sur-Grandry Blismes, Saint-Péreuse, Chougny és Dommartin községekkel határos.

## Népesség
A település népességének változása:
| Lakosok száma | 176  | 181  | 171  | 156  | 144  | 144  | 144  | 145  | 148  |
|               | 2013 | 2015 | 2016 | 2017 | 2018 | 2019 | 2020 | 2021 | 2022 |